# Патіо

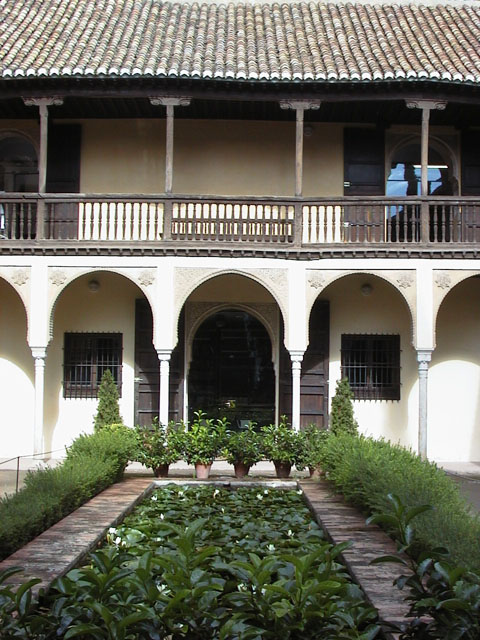
Патіо

Па́тіо (ісп. patio) — відкритий внутрішній дворик житлового будинку чи палацу, часто обгороджений високою огорожею (часто зеленою з дерев або кущів) або високим муром. У палацах оточений зусібіч колонними або арковими галереями. Є класичним архітектурним елементом іспано-мавританського стилю архітектурного мистецтва та в архітектурі Італії стилю ренесансу.
Часто площа патіо вкрита теракотовою плиткою, довкола якої побудована колонада; присутні декоративні елементи, фонтани, штучні водоспади, квіти, кущі, дерева. Також патіо називають невеликий сад, обмежений з одного боку стінами приватного будинку, а з інших — огорожею земельної ділянки.